# Феллер, Александр
Александр (Алешандре) Феллер (итал. Alexandre Feller; 28 сентября 1971, Нова-Тренту, Бразилия) — итальянский и бразильский футболист, игрок в мини-футбол. Вратарь, выступал за сборную Италии по мини-футболу.

## Биография
В 2003 году Феллер покинул Бразилию и перебрался в итальянский чемпионат, где начал выступления за «Прато». Выиграв в составе этого клуба кубок Италии, бразилец стал игроком «Лупаренсе», где его ожидали ещё большие достижения: две победы в чемпионате Италии, два кубка и суперкубок. В сезоне 2008/09 Феллер выступал за «Арциньяно Грифо» и выиграл с ним ещё один кубок Италии.
С 2009 года Феллер является игроком клуба «Марка Футзал». С этим клубом он также выиграл множество трофеев: чемпионат, кубок и суперкубок.
Приняв итальянское гражданство, Феллер начал выступления за сборную Италии по мини-футболу. На протяжении долгого времени он был первым номером итальянской сборной, выиграв с ней бронзу чемпионата мира 2008 года и чемпионата Европы 2005 года, а также серебро чемпионата Европы 2007 года. В финале «серебряного» первенства Европы против сборной Испании, Феллер отметился забитым мячом и стал единственным вратарём-бомбардиром в истории финальных матчей ЧЕ.

## Достижения
- Бронзовый призёр чемпионата мира по мини-футболу 2008
- Серебряный призёр чемпионата Европы по мини-футболу 2007
- Бронзовый призёр чемпионата Европы по мини-футболу 2005
- Чемпион Италии по мини-футболу (3): 2007, 2008, 2011
- Обладатель Кубка Италии по мини-футболу (5): 2004, 2006, 2008, 2011
- Обладатель Суперкубка Италии по мини-футболу (2): 2007, 2011